# یاسوتاکا کوبایاشی
یاسوتاکا کوبایاشی (انگلیسی: Yasutaka Kobayashi؛ زادهٔ ۱۵ ژوئن ۱۹۸۰) بازیکن فوتبال اهل ژاپن است.
از باشگاه‌هایی که در آن بازی کرده‌است می‌توان به باشگاه فوتبال کاوازاکی فرونتال و باشگاه فوتبال کاشیما آنتلرز اشاره کرد.